# Svenska småpartier som ställde upp i riksdagsvalet 2014
Denna artikel handlar om svenska småpartier, det vill säga politiska partier utanför riksdagen som ställde upp i riksdagsvalet i Sverige 2014.

## Lista över småpartier som ställer upp i riksdagsvalet 2014
Följande partier har beställt valsedlar från Valmyndigheten till riksdagsvalet.
- Direktdemokraterna[1]
- Djurens parti[2]
- Enhet[3]
- Feministiskt initiativ (Fi)[4]
- Fredsdemokraterna [5]
- Gula Partiet
- Högerpartiet de konservativa (partiet har dock bara beställt valsedlar till Stockholms läns valkrets)[6]
- Kristna värdepartiet[7]
- Klassiskt liberala partiet (KLP)[8]
- Landsbygdspartiet oberoende (LPo)
- Piratpartiet (PP)[5]
- Rättvisepartiet Socialisterna[9]
- Skånepartiet[6]
- SPI Välfärden[10]
- Svenskarnas parti (SvP)[11]
- Sveriges Kommunistiska parti skp.se[12]
- Nya Partiet [6]
- Vägvalet [6]

Följande partier har aviserat att de planerar men ännu inte har beställt valsedlar till riksdagsvalet. Valmyndigheten kräver inte av partier att beställa valsedlar eftersom det är möjligt för väljarna att själva skriva ett partinamn på en blankvalsedel vid val.
- Industripartiet[14]